# إليو بيتري
إليو بيتري (بالإيطالية: Elio Petri)‏‏ (29 يناير 1929 في روما - 10 نوفمبر 1982 في روما)؛ مخرج أفلام، وكاتب سيناريو من إيطاليا.

## الجوائز
- السعفة الذهبية

## روابط خارجية
- إليو بيتري على موقع IMDb (الإنجليزية)
- إليو بيتري على موقع الموسوعة البريطانية (الإنجليزية)
- إليو بيتري على موقع ألو سيني (الفرنسية)
- إليو بيتري على موقع تيرنر كلاسيك موفيز (الإنجليزية)
- إليو بيتري على موقع أول موفي (الإنجليزية)
- إليو بيتري على موقع قاعدة بيانات الأفلام السويدية (السويدية)
- إليو بيتري على موقع قاعدة بيانات الفيلم (الإنجليزية)
- إليو بيتري على موقع كينوبويسك (الروسية)